# Salina (Oklahoma)
Salina és un poble dels Estats Units a l'estat d'Oklahoma. Segons el cens del 2000 tenia 1.422 habitants.

## Demografia
Segons el cens del 2000, Salina tenia 1.422 habitants, 562 habitatges, i 351 famílies. La densitat de població era de 533 habitants per km².
Dels 562 habitatges en un 29,4% hi vivien nens de menys de 18 anys, en un 45,2% hi vivien parelles casades, en un 12,6% dones solteres, i en un 37,4% no eren unitats familiars. En el 33,5% dels habitatges hi vivien persones soles el 15,7% de les quals corresponia a persones de 65 anys o més que vivien soles. El nombre mitjà de persones vivint en cada habitatge era de 2,4 i el nombre mitjà de persones que vivien en cada família era de 3,1.
Per edats la població es repartia de la següent manera: un 25,6% tenia menys de 18 anys, un 9,4% entre 18 i 24, un 24,9% entre 25 i 44, un 23,1% de 45 a 60 i un 16,9% 65 anys o més.
L'edat mediana era de 36 anys. Per cada 100 dones de 18 o més anys hi havia 87,6 homes.
La renda mediana per habitatge era de 23.519 $ i la renda mediana per família de 31.000 $. Els homes tenien una renda mediana de 26.552 $ mentre que les dones 17.292 $. La renda per capita de la població era d'11.928 $. Entorn del 16,2% de les famílies i el 20,4% de la població estaven per davall del llindar de pobresa.

## Poblacions més properes
El següent diagrama mostra les poblacions més properes.